# 阿瑪代爾市
阿瑪代爾市乃澳大利亞西澳府城－伯斯大都會內東南部的一個地方政府，與市中心相距28公里，轄境有560平方公里；根據2006年人口調查數據，居民有50,535人。